# Armaueria rubra
Armaueria rubra är en djurart som tillhör fylumet slemmaskar, och som beskrevs av Brinkmann 1917. Armaueria rubra ingår i släktet Armaueria och familjen Armaueriidae. Inga underarter finns listade i Catalogue of Life.